# Skyddsrummet Hötorget

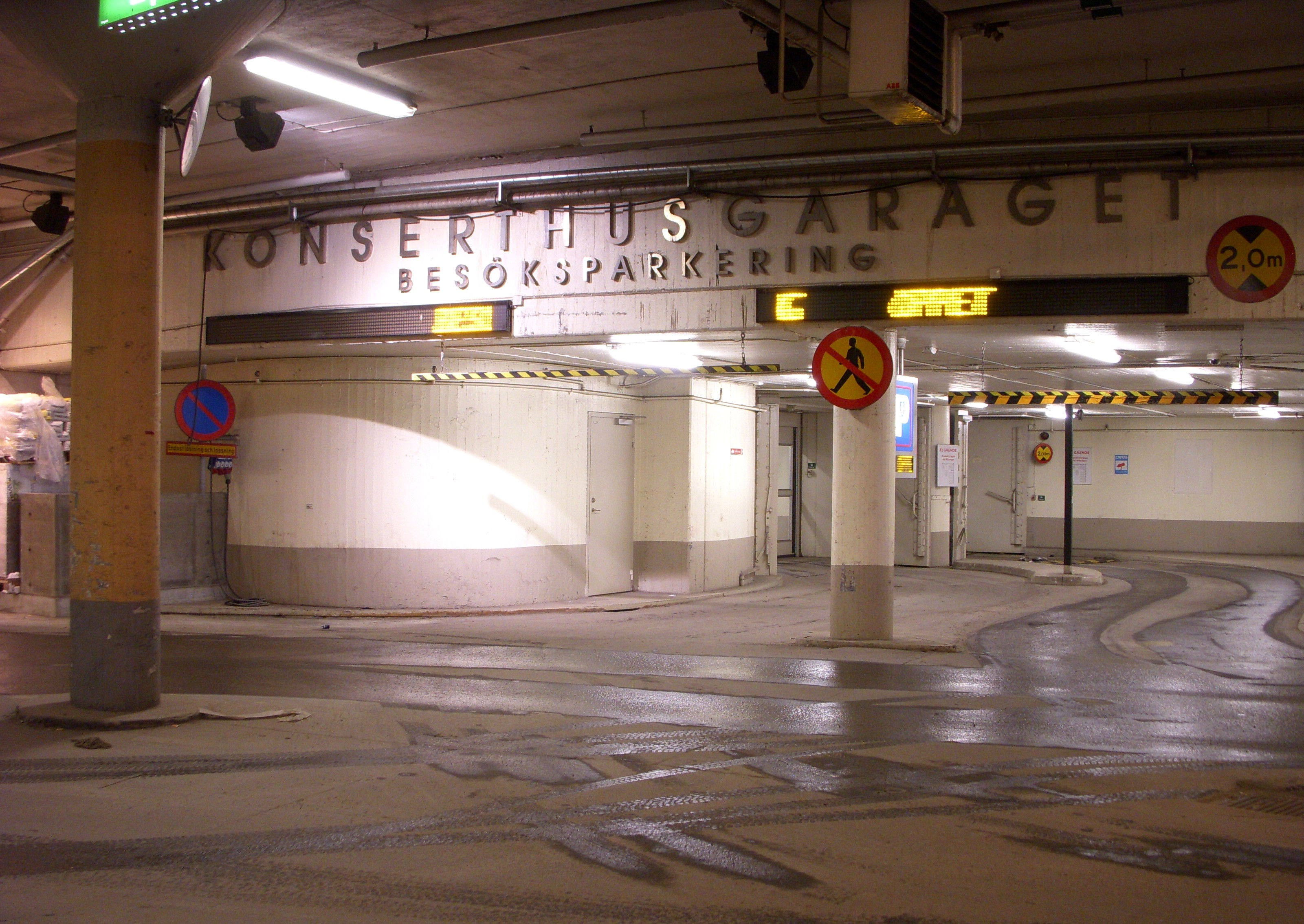
Infart till Konserthusgaraget 2012.

Skyddsrummet Hötorget (även Konserthusgaraget) är ett skyddsrum och parkeringshus under Hötorget på Norrmalm i Stockholm. Skyddsrummet började anläggas 1939 och stod klart 1940. I krigsfall kan cirka 4 000 personer söka skydd här. 

## Bakgrund
År 1938, ett år innan utbrottet av andra världskriget, tog Stockholms stadsfullmäktige upp frågan om inrättande av ett antal större skyddsrum i Stockholm. Man framhöll att det "under de senaste oroliga veckorna framstått som en brådskande och oerhört viktig angelägenhet att Stockholms stad på ett effektivt sätt sörjer för befolkningens skyddande mot eventuella anfall från luften". 1939 påbörjades dels ett 15-tal skyddsrum, insprängda i berg, för vartdera 300 personer, dels Nordiska kompaniets skyddsrum för personal och kunder med kapacitet för 2 000 personer. Samma år satte man även igång med ett större skyddsrum under Hötorget, avsett för 4 000 personer. Totalt hade stadsfullmäktige anslagit 3,5 miljoner kronor till offentliga skyddsrum. I luftskyddskonceptet ingick även evakuering av gamla och barn  till en säker plats utanför Stockholm.

## Bygget

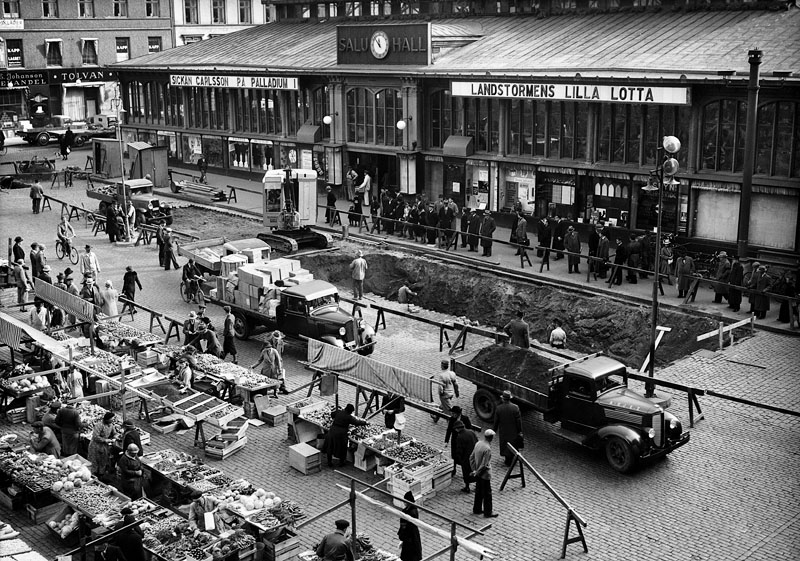
Byggstart på Hötorget, oktober 1939.

Byggarbetena började framför gamla Hötorgshallen i oktober 1939, några veckor efter utbrottet av andra världskriget. Torghandeln fick flytta, sedan grävdes i princip hela Hötorget upp och redan på sommaren 1940 var anläggningen färdig, till en kostnad av 1 060 000 kr i dåtidens penningvärde.

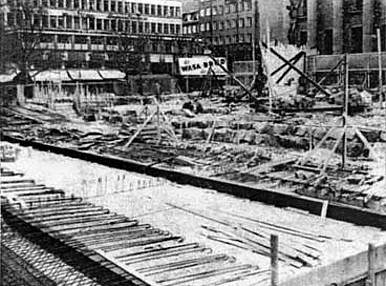
Byggarbeten på Hötorget 1940.

Skyddsrummet Hötorget är inget bergfast skyddsrum, d.v.s helt omgivet av berg, som exempelvis Katarinabergets skyddsrum eller Skyddsrummet Johannes, utan är utsprängt från ytan. Takets detonationsskydd utgörs av 0,5 meter betong som täcktes med en sprängmantel bestående av ett lager natursten/sprängsten med en tjocklek av 1,0 meter.
Anläggningen är uppdelad på nio sektioner med en total yta av 3 035 m². En del av skyddsrummet, vilket ursprungligen skulle användas till lagerlokal i fredstid, byggdes i två våningar, där den undre våningen skulle ge skydd åt varuhuset PUB:s anställda.
Utöver huvudinfarten från Sveavägen 17 (som är gemensam med Hötorgsgaraget) finns flera inrymningsvägar; tre från Hötorget och PUB har en direktingång från varuhusets källarplan. Ingångarna från Hötorget är dolda under några borttagbara luckor i torgets stenbeläggning. En av dem har senare byggts om till en vanlig trappa med överbyggnad, som används för allmänhetens tillträde till parkeringsgaraget. Skyddsrummet är i motsats till många andra äldre anläggningar fullt funktionsdugligt. Det senaste datumet på en del utrustning är från 1995. Idag (2012) tillhandahåller Stockholm Parkering här 69 p-platser. Intill ligger Hötorgsgaraget med 690 p-platser, som sköts av Q-Park. Hötorgsgaraget är dock inte skyddsrumsklassat.

## Bilder

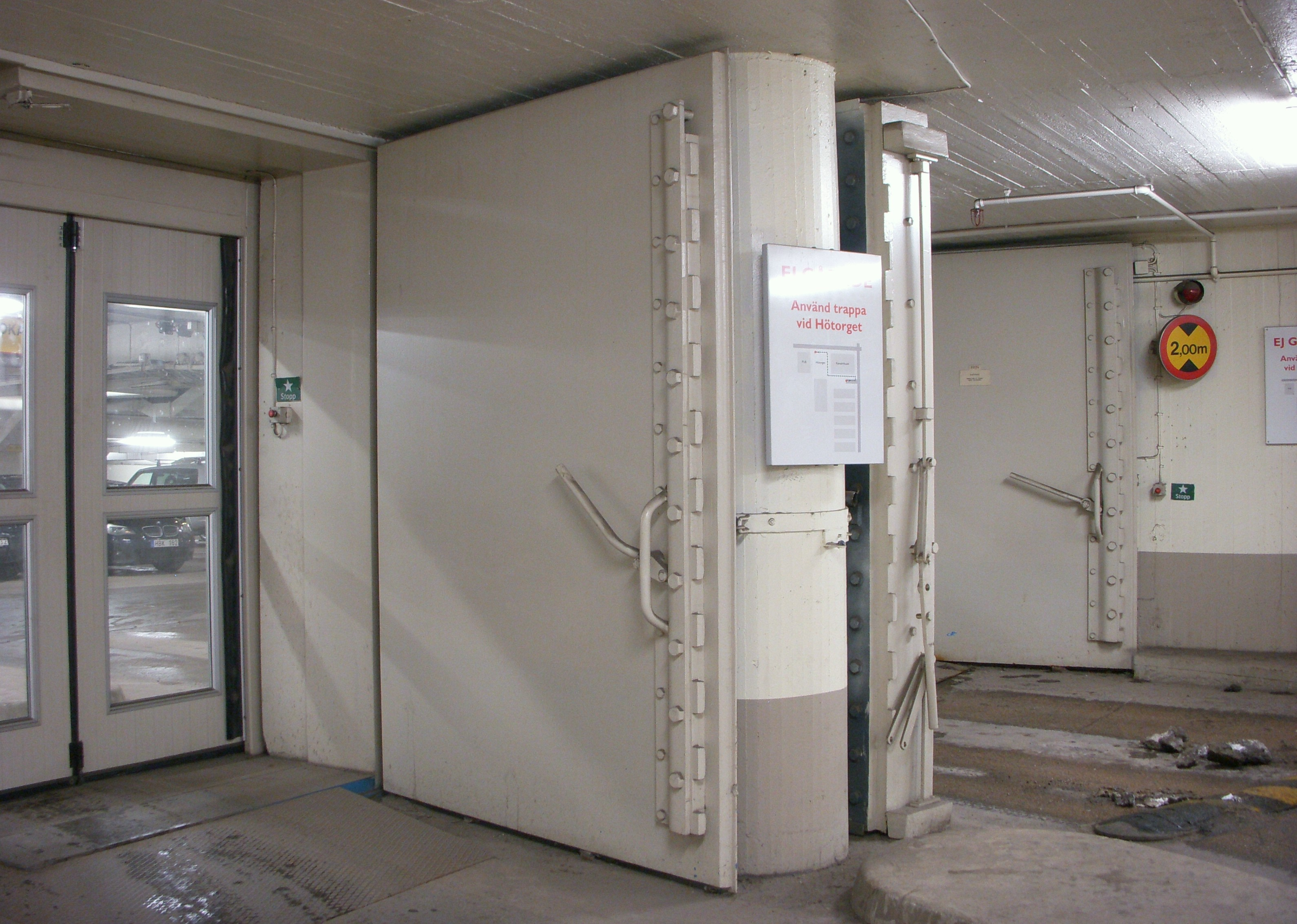
Skyddsrumsportar avgränsar garaget utåt
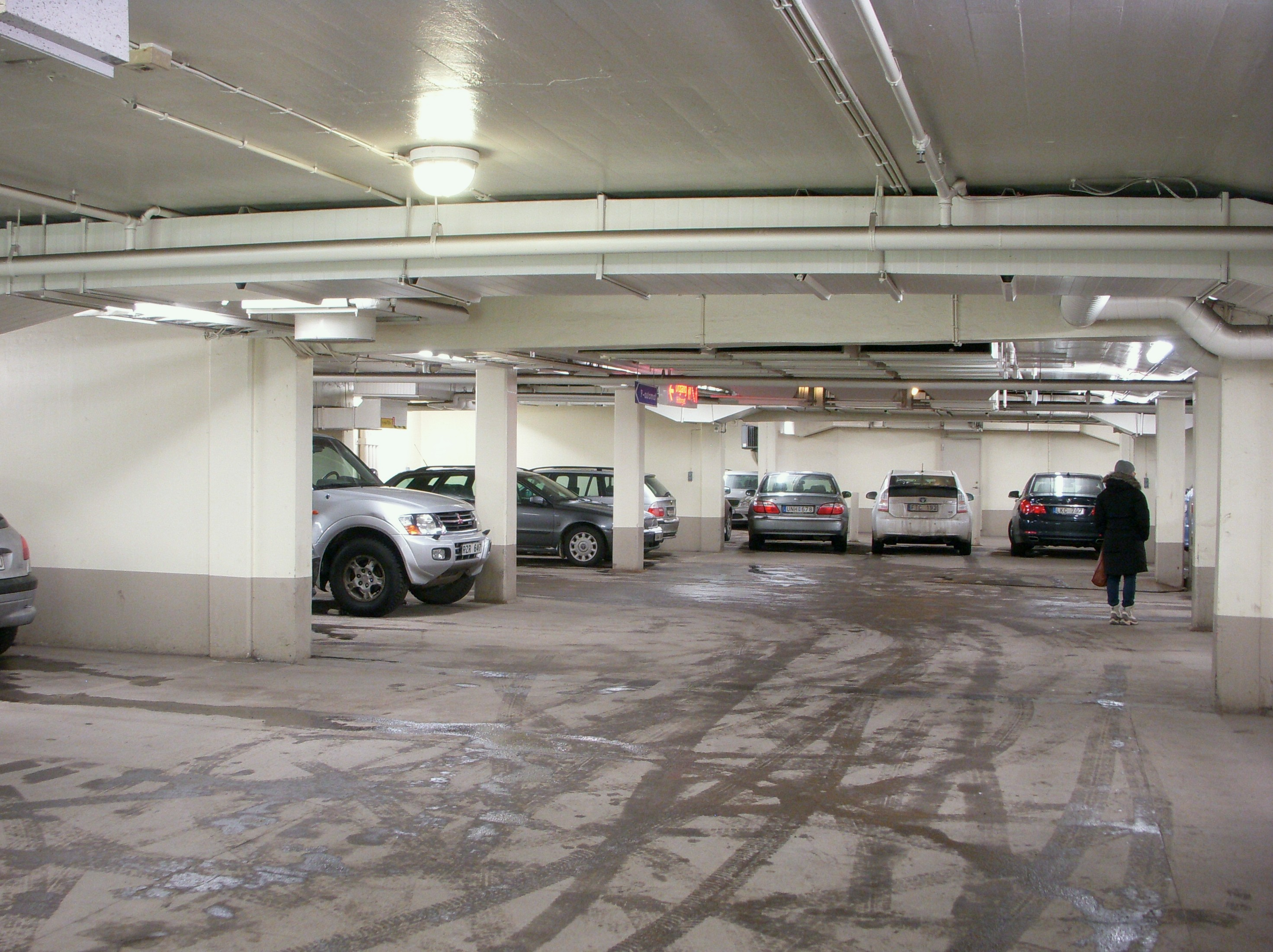
Garaget
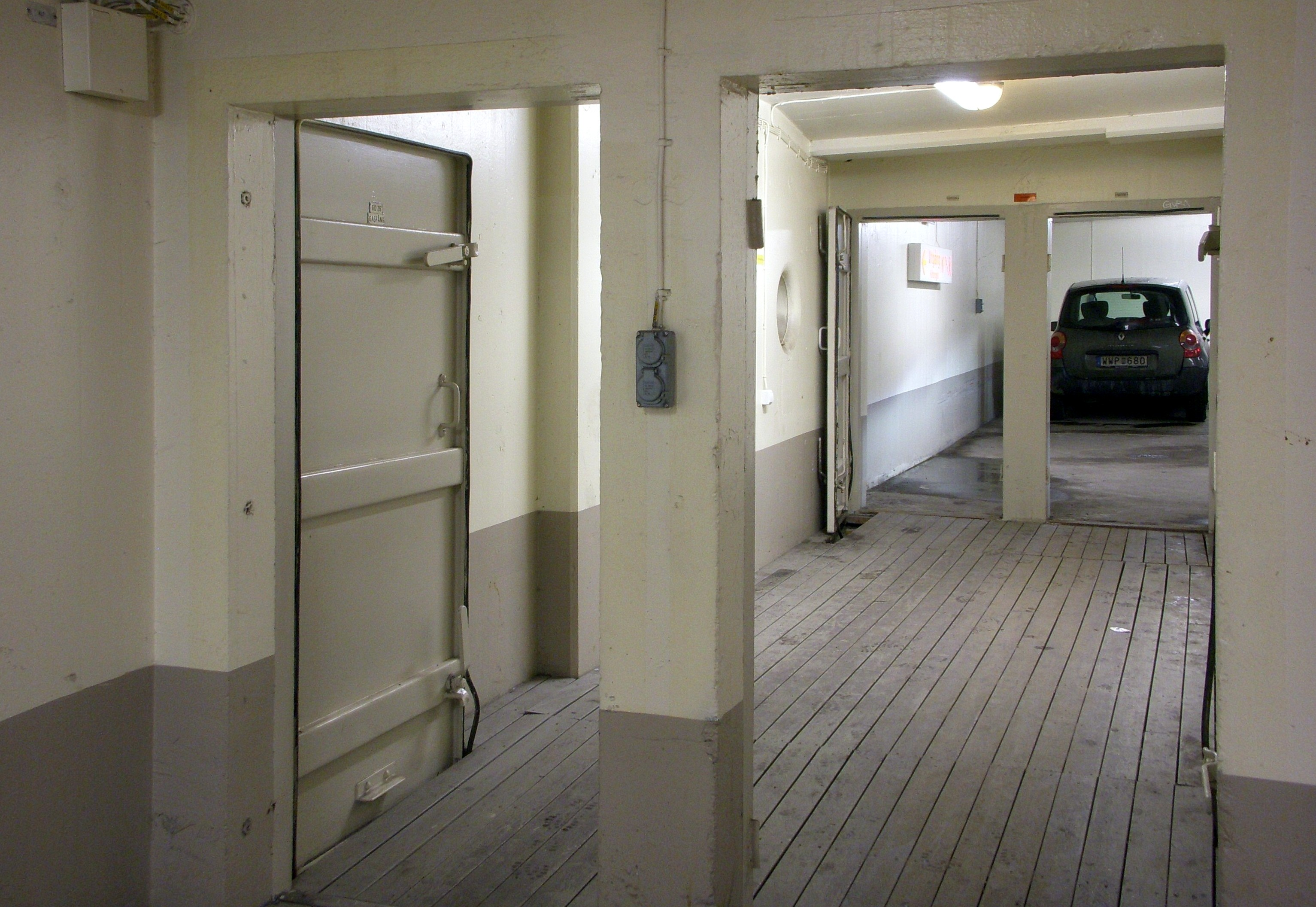
Gasfång / gassluss
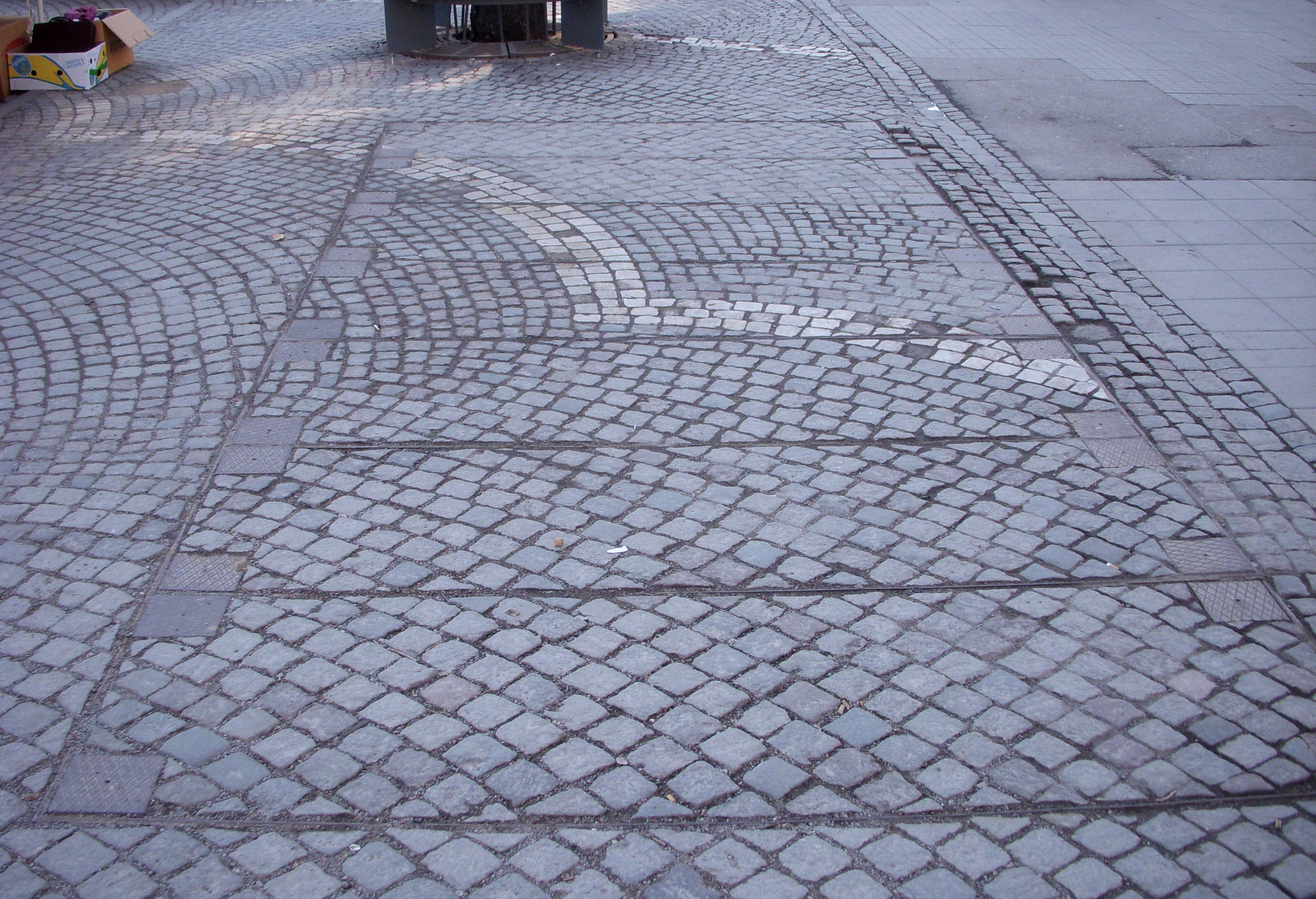
Dold skyddsrumsingång från Hötorget

## Detaljer

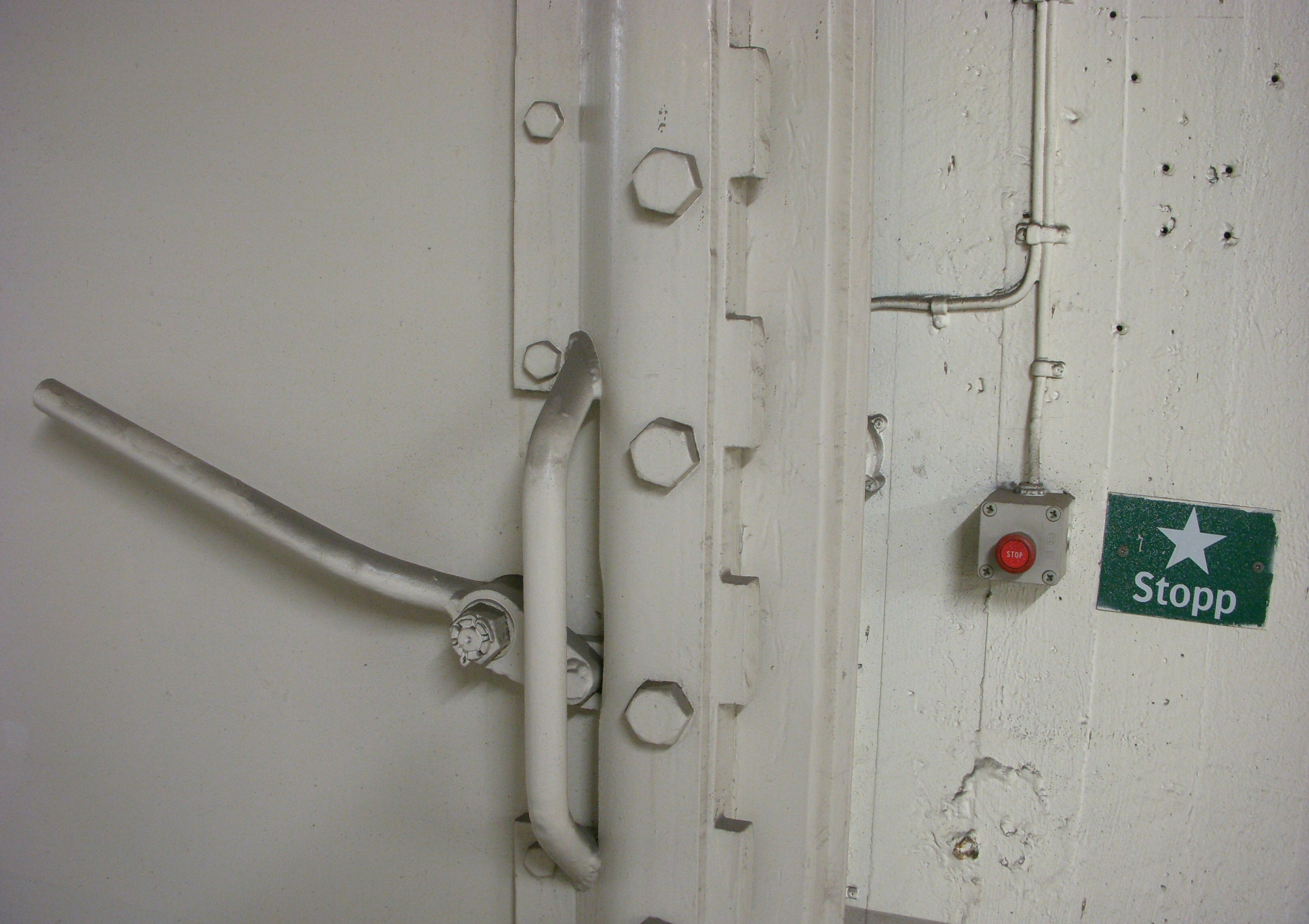
Spak för dörrmanövrering
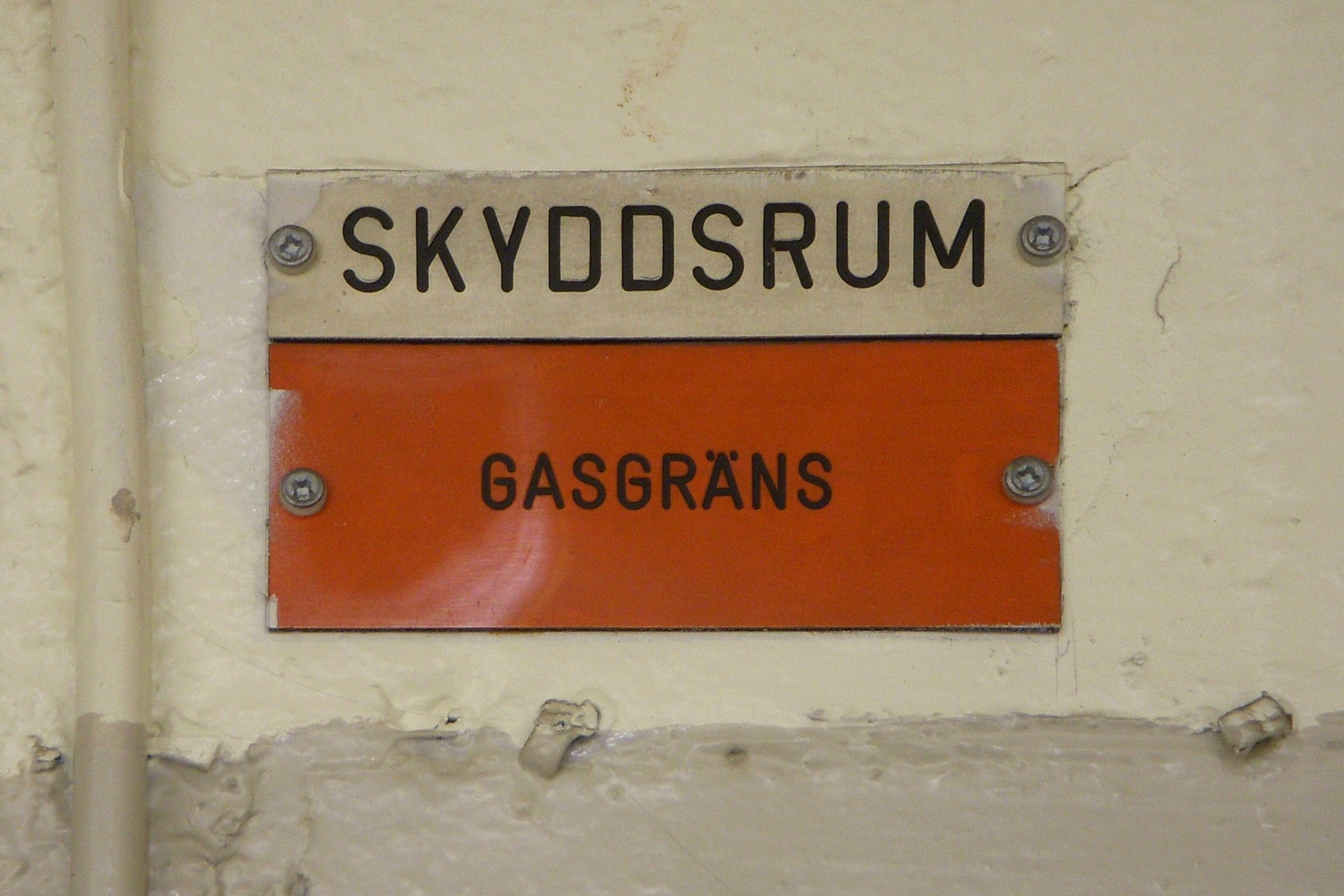
Skylt "Gasgräns"
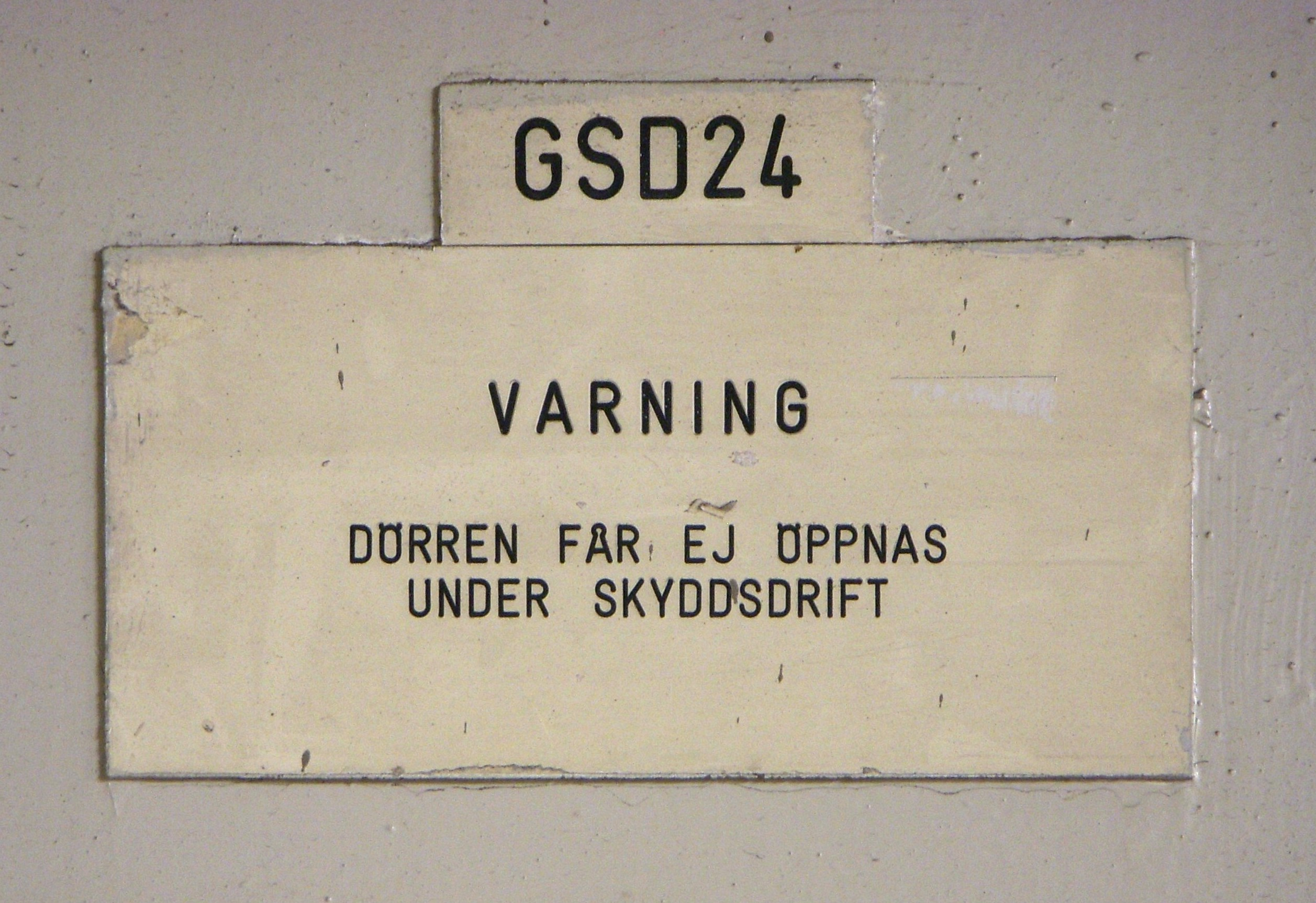
Gasdörr "Varning"
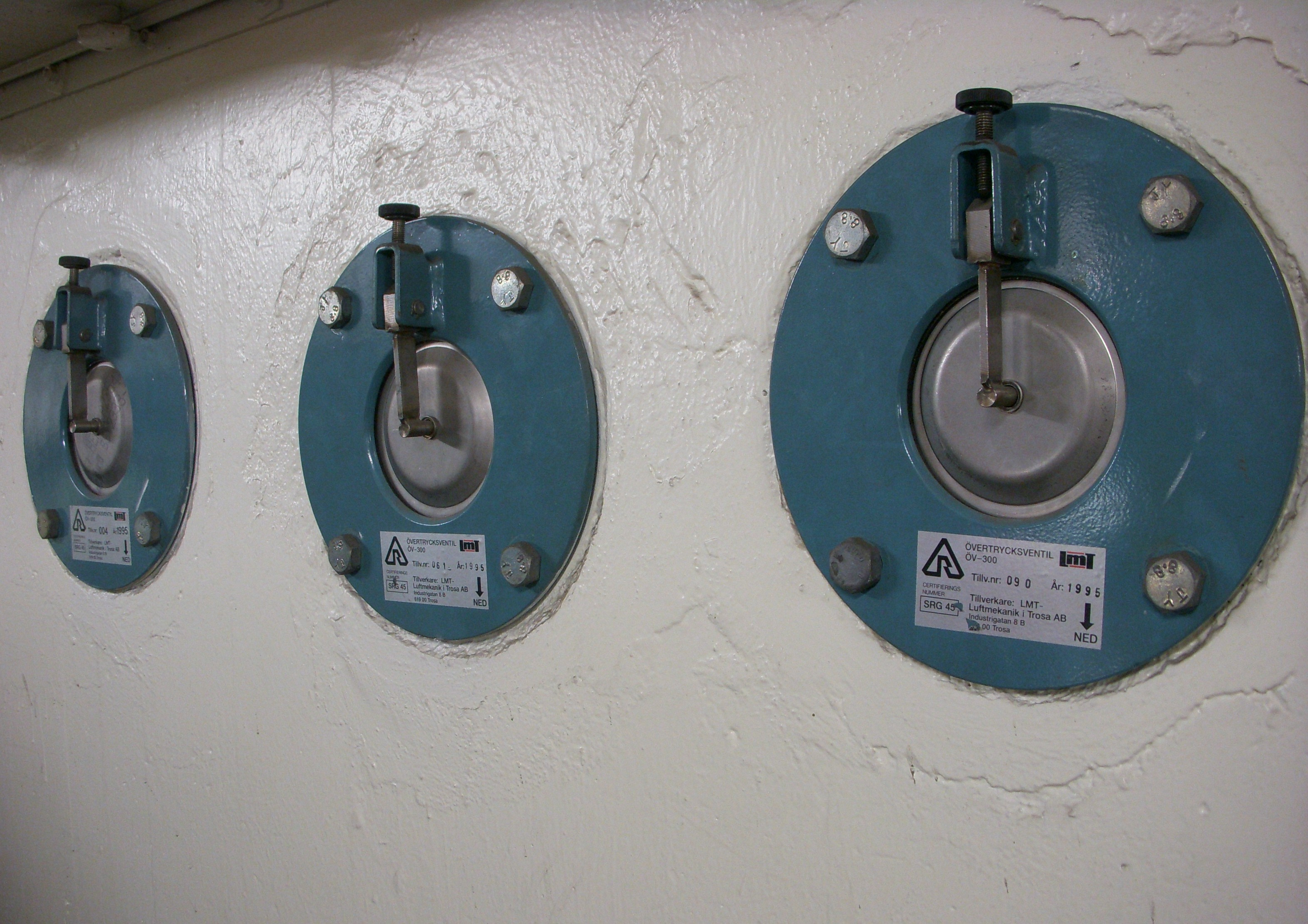
Övertrycksventiler